# Estación Manuel Rodríguez
Manuel Rodríguez fue un paradero ferroviario que formó parte del Ferrocarril Santiago-Valparaíso de la Empresa de los Ferrocarriles del Estado. Actualmente los servicios de pasajeros ya no operan y solo quedan los restos del andén.

## Antecedentes
Entre la estación Til-Til y la estación Polpaico existió una parada simbólica llamada Manuel Rodríguez, la cual marca el sitio en donde se cree fue ejecutado Manuel Rodríguez; El paradero posteriormente no tuvo ningún servicio, aunque fue reconocido como estación.
En 2015 hubo un servicio turístico especial que se detuvo en el paradero.